# Lilltervo
Lilltervo är en ö i Finland. Den ligger i Skärgårdshavet och i kommunen Pargas i den ekonomiska regionen  Åboland i landskapet Egentliga Finland, i den sydvästra delen av landet. Ön ligger omkring 25 kilometer söder om Åbo och omkring 150 kilometer väster om Helsingfors.
Öns area är 4,21 kvadratkilometer och dess största längd är 2,8 kilometer i sydöst-nordvästlig riktning.